# Psiho-kemijski bojni strup
Psiho-kemijski bojni strupi so strupi, namenjeni za dolgotrajno onesposobitev. Učinek teh strupov je le začasen in po preteku določenega časa je stanje izpostavljene osebe enako kot pred delovanjem strupa. Povzročajo psihične motnje imajo pa tudi fizični učinek. Vplivajo na posameznikovo dojemanje okolja, na njegovo pozornost, miselni proces in ostale psihične funkcije. Znaki zastrupitve nastopijo 15-20 minut po vstopu strupa v organizem, lahko pa tudi šele po 3 urah, nakar njihovo delovanje traja več ur. Učinki psihokemičnih strupov so lahko različni - vidne in slušne halucinacije, zmedenost, strah, otežen govor, izguba časovne in prostorske orientacije, zaspanost... Pri večjih količinah pride do popolne prekinitve kontakta izpostavljene osebe z okolico. Ti strupi pa imajo tudi fizične učinke na ljudi, in sicer slabost, bruhanje, razširitev zenic, izsuševanje sluznic in kože, pekoče bolečine v prsih...

## Predstavniki
- Hindukilin benzilat